# Winifred Coombe Tennant
Winifred Margaret Coombe Tennant (1er novembre 1874 - 31 août 1956) est une suffragiste britannique, femme politique libérale, philanthrope, mécène des arts et spiritualiste. Elle et son mari vivent près de Swansea, dans le sud du Pays de Galles, où elle devient une fervente partisane des traditions culturelles galloises. Elle est également connue sous le nom bardique "Mam o'r Nedd".

## Biographie
Née Winifred Margaret Pearce-Serocold en Grande-Bretagne le 1er novembre 1874, à Rodborough Lodge, Rodborough, Gloucestershire , elle est le seul enfant du lieutenant de la Royal Navy George Edward Pearce-Serocold (1828-1912), d'une famille de la noblesse terrienne de Cherry Hinton, Cambridgeshire, et de sa seconde épouse, Mary Clarke, fille de Jeremiah Clarke Richardson, de Derwen Fawr, près de Swansea , . Elle grandit en France et en Italie, où elle fait ses études privées.
Le 12 décembre 1895 , elle épouse Charles Coombe Tennant (1852-1928), qui a 22 ans de plus qu'elle; ils vivent dans la maison de sa famille, Cadoxton Lodge, Neath. Il est le fils du député de St Albans Charles Tennant ,,. Ils ont trois fils, Christopher, Alexander et Henry, et une fille Daphne, mais Christopher et Daphne meurent jeunes.
Son enfant Henry nait d'une liaison avec Gerald Balfour ,.
Avant la Première Guerre mondiale, elle est une suffragette, figure de proue de la campagne pour le suffrage des femmes dans le sud du Pays de Galles et présidente de la Neath Women's Suffrage Society. En 1914, lorsque la guerre éclate, elle est nommée vice-présidente du Women's Agricultural Committee for Glamorgan (au titre duquel elle sert jusqu'en 1918) ainsi que présidente de la War Pensions Commission locale en 1917. Elle est également directrice du service national du Pays de Galles. Elle s'efforce de souligner que les femmes revendiquent le droit de vote et non comme une récompense pour leur travail de guerre, bien qu'elle ait reconnu le rôle que la guerre a joué dans le changement d'attitude envers l'émancipation des femmes. Elle est l'une des principales militantes des libéraux de la coalition de Lloyd George aux élections générales de 1918. En 1920, elle devient la première femme à occuper un poste de magistrat à Glamorgan. Elle est membre de l'exécutif du Conseil libéral national gallois et du Comité pour l'autonomie gouvernementale du Pays de Galles . En 1922, elle est nommée par David Lloyd George représentante à la Société des Nations, devenant ainsi la première femme britannique à l'être . Elle est choisie comme candidate libérale nationale pour la circonscription de Forest of Dean, mais perd face au candidat travailliste.
Nationaliste, elle est fortement impliquée dans le mouvement Eisteddfod, devenant Maîtresse des robes de Gorsedd Cymru et recevant un diplôme bardique honoraire en 1918 .
Elle collectionne des œuvres d'art (dont la collection Coombe Tennant de tableaux français modernes) ; et en 1931, elle devient acheteuse officielle de la Glynn Vivian Art Gallery de Swansea, acquérant des œuvres d'artistes tels que Gwen John, Kyffin Williams, John Elwyn  et Evan Walters. Elle est également membre du comité exécutif de la Swansea Art Gallery .

## Spiritualisme
Sous le nom de "Mrs Willett", elle exerce comme médium. Elle est l'une des médiums impliquées dans les correspondances croisées, dans lesquelles des messages de la défunte Mary Catherine Lyttleton (décédée le 21 mars 1875) sont censés être transmis par écriture automatique à son amant Arthur Balfour . Elle a une longue association avec l'écrivain et spiritualiste Geraldine Cummins. Elle est décédée le 31 août 1956 à son domicile de Kensington, à Londres. Ses papiers sont conservés dans les archives de la Bibliothèque nationale du Pays de Galles . Après sa mort, Cummins publie le livre Swan on a Black Sea, contenant leur correspondance, ainsi que des messages reçus de l'esprit présumé de "Mme Willett" décrivant l'au-delà. Cependant, selon le chercheur psychique Eric Dingwall, les informations publiées dans les scripts de Cummins prétendument de Willet se sont avérées erronées.
L'anthropologue et sceptique Edward Clodd écrit que l'explication des correspondances croisées est l'esprit subconscient du médium et non les esprits. Selon Clodd, de nombreux messages sont "des ordures sans conséquence". Margaret Verrall est une classique instruite qui a étudié le latin et le grec avec son mari. Clodd suggère que Willet a communiqué avec Verrall et recherché des références dans la tradition classique .